# Mierzynko
Mierzynko (kaszb. Mierzinkò, niem. Mersinke) – wieś kaszubska w Polsce położona w województwie pomorskim, w powiecie wejherowskim, w gminie Gniewino nad wschodnim brzegiem Jeziora Salińskiego. Wieś jest siedzibą sołectwa Mierzynko w którego skład wchodzą również Salino, Salinko, Dębina, Rukowo i Rechcienko.
W latach 1975–1998 miejscowość administracyjnie należała do województwa gdańskiego.